# Liza Batiaixvili
Elízabet Batiaixvili, coneguda professionalment com a Liza Batiaixvili (georgià: ლიზა ბათიაშვილი)  (Tbilisi, 7 de març de 1979), és una violinista georgiana resident a Alemanya.
Antiga artista en residència de la Filharmònica de Nova York, és aclamada per la seva "elegància natural, so sedós i la gràcia meticulosa de la seva articulació". Batiashvili fa aparicions freqüents en esdeveniments internacionals d'alt perfil; va ser la solista de violí al concert del Premi Nobel 2018.

## Adolescència i educació
Batiaixvili va néixer a Tbilisi, la capital de Geòrgia, d'un pare violinista i una mare pianista. Va començar a aprendre violí amb el seu pare als quatre anys. La família va abandonar Geòrgia el 1991 quan ella tenia 12 anys i es va establir a Alemanya. Més tard va estudiar a la "Hochschule für Musik und Theatre" d'Hamburg. Mark Lubotski, el seu professor a Hamburg, havia estat alumne de David Oistrakh, per a qui Xostakovitx va escriure els seus concerts per a violí. Més tard, Liza Batiaixvili també va estudiar amb Ana Chumachenco.
L'any 1995, als 16 anys, va ocupar el segon lloc al Concurs Internacional de Violí Jean Sibelius a Hèlsinki.

## Carrera
Actuacions
Batiaixvili va ser una dels primers artistes de la BBC Radio 3 New Generation, de 1999 a 2001. Ha col·laborat en actuacions de música de cambra i concerts amb el violoncel·lista Alban Gerhardt i el pianista Steven Osborne, tots dos artistes de la BBC New Generation exactament contemporanis amb Batiashvili. També ha treballat amb un posterior artista de la nova generació de la BBC, Ashley Wass, en recital. Va fer el seu debut als BBC Proms l'any 2000.
Dedicacions i comissions
Magnus Lindberg li va dedicar un concert per a violí, l'estrena mundial del qual va donar a l'"Avery Fisher Hall", Nova York, el 22 d'agost de 2006 i l'estrena europea a Suècia a l'octubre del mateix any. Batiaixvili i el seu marit, l'oboista François Leleux, van encarregar al compositor georgià Gueorgui Kantxeli el doble concert Broken Chant, que van estrenar el febrer de 2008 amb la BBC Symphony Orchestra de Londres. També va encarregar un bis de violí sol al seu compatriota Igor Loboda per a violí sol, Rèquiem per Ucraïna, que havia de ser una declaració contra la relació acollidora del director Valeri Guérguiev amb el règim de Vladímir Putin.
Artista en residència
Batiashavili es va convertir en artista en residència amb la Filharmònica de Nova York per a la temporada 2014/15, i amb l'"Accademia Nazionale di Santa Cecilia" per a la temporada 2017/18. Paral·lelament, té una residència d'artista amb l'Orquestra Simfònica NDR.
Enregistraments comercials
Els seus enregistraments comercials inclouen el Concert per a violí núm. 1 de Magnus Lindberg com a part del seu contracte de gravació amb Sony Classical, que va signar el 2007. I més recentment, ha gravat diversos àlbums amb Deutsche Grammophon, inclòs el 2016, un àlbum molt aclamat dels Concerts per a violí de Txaikovski i Sibelius i el 2017, un àlbum de les obres de Prokofiev, inclòs els seus Concerts per a violí 1 i 2.
Instrument
Toca un violí Guarneri del Gesu de 1739 (Cozio 61377) que li va prestar de la col·lecció privada d'un col·leccionista alemany anònim.

## Vida privada
Batiaixvili està casada amb l'oboista francès François Leleux. Han residit tant a Múnic com a França amb els seus dos fills.

## Discografia
- 2001: Works For Violin & Piano – Elizabeth Batiashvili performs works by Brahms, Bach, Schubert. Published by EMI Classics 2001.[22]
- 2007: European Concert from Berlin – Berlin Philharmonic conducted by Sir Simon Rattle. Including Brahms: Symphony No. 4; & Double Concerto op. 102 performed by Batiashvili (violin) and Truls Mørk (cello). Published by EuroArt, 1 maig 2007.[23]
- 2007: Sibelius / Lindberg – Lisa Batiashvili and the Finnish Radio Symphony Orchestra conducted by Sakari Oramo: Jean Sibelius Violin Concerto & Magnus Lindberg Violin Concerto No. 1. Published by Sony Classical, 10 setembre 2007.[24][25]
- 2008: Mozart – Mozart's Oboe Quartet in F, K370, and 3 Arias from The Magic Flute. Performed by Francois Leleux, Lisa Batiashvili, Laurence Power and Sebastian Klinger. Published by Sony Classical, 16 desembre 2008.[26]
- 2009: Beethoven / Tsintsadze – Lisa Batiashvili (Violin and directing), Beethoven Violin Concerto & Sulkhan Tsintsadze, 6 Miniatures. Published by Sony Classical, 3 març 2009.[27][28]
- 2011: Echoes of Time – obres d'Arvo Pärt, Sergei Rachmaninoff, Guia Kantxeli i Dmitri Shostakovich, with Hélène Grimaud and the Bavarian Radio Symphony Orchestra under Esa-Pekka Salonen. Published by Deutsche Grammophon, 15 febrer 2011.[29][30][31]
- 2013: Brahms & Clara Schumann – Brahms: Violin Concerto & Clara Schumann – Three Romances for Violin and Piano. Staatskapelle Dresden under Christian Thielemann; Alice Sara Ott and Lisa Batiashvili. Published by Deutsche Grammophon, 8 gener 2013.[32][33]
- 2013: Tchaikovsky: Pathétique – Tchaikovsky Symphonie No. 6 Pathétique, and Selected Romances – Opus 6 and Opus 73. Rotterdam Philharmonic Orchestra conducted by Yannick Nézet-Séguin. Published by Deutsche Grammophon, 20 setembre 2013.[34]
- 2014: Bach – Lisa Batiashvili plays works by Johann Sebastian Bach and Carl Philipp Emanuel Bach. Published by Deutsche Grammophon, 16 setembre 2014.[35][36]
- 2016: Tchaikovsky / Sibelius – Lisa Batiashvili plays Tchaikovsky Violin Concerto & Sibelius Violin Concerto with the Staatskapelle Berlin under Daniel Barenboim. Published by Deutsche Grammophon, 4 novembre 2016.[37][38]
- 2016: Waldbühne – Czech Night – Lisa Batiashvilli's live performance with the Berlin Philharmonic, conducted by Yannick Nézet-Séguin, works by Antonín Dvořák and Bedřich Smetana. Published by EuroArt.[39][40][41]
- 2018: Visions of Prokofiev – Violin Concertos 1&2, and excerpts from Romeo and Juliet, and the Love for Three Oranges. Published by Deutsche Grammophon.[42]
- In addition, a variety of recordings of modern music, including Benjamin Britten, Harrison Birtwistle, Olli Mustonen and Ernst von Dohnányi